# 검은카이만
검은카이만(Black caiman)은 남아메리카에 고유한 악어 종이다. 약 5~6m의 최대 길이와 450kg 이상의 질량을 가진 이 종은 앨리게이터과의 가장 큰 살아있는 종이며 신열대구에서 세 번째로 크다. 일반적이고 과학적인 이름에 충실하게, 검은카이만은 다 자라서 짙은 녹색-검은색을 띤다. 어떤 개체들은 색소가 거의 검게 보일 수 있다. 아랫턱에 회색에서 갈색의 띠 모양을 가지고 있으며, 어린 개체들은 어른에 비해 더 선명한 색을 가지고 있으며, 옆구리에는 두드러진 흰색-회색의 노란색 띠 모양이 어른에 비해 잘 남아 있다 (대부분의 다른 종들보다). 어린 동물들의 띠 모양은 포식을 피하기 위해 땅 위나 물 속에서 그들의 신체 윤곽을 파괴함으로써 위장을 돕는다. 형태는 다른 카이만들과 상당히 다르지만 다른 카이만들에게서 발생하는 뼈 능선이 존재한다. 머리는 크고 무거워서 더 큰 먹이를 잡을 수 있는 이점이 있다. 모든 악어들처럼, 카이만들은 큰 턱과 긴 꼬리, 짧은 다리를 가진 길고 쪼그려 앉은 생물이다. 그들은 두껍고 비늘이 있는 피부를 가지고 있고, 눈과 코는 머리 위에 위치한다. 이것은 그들의 몸이 물 속에 있는 동안 보고 숨을 쉴 수 있게 해준다.
육식성 동물인 검은카이만은 느리게 움직이는 강, 호수, 계절적으로 범람하는 사바나를 포함한 민물 서식지를 따라 살며 다양한 물고기, 파충류, 새, 포유류를 먹는다. 최상위 포식자이자 잠재적으로 핵심적인 종으로 대부분의 동물을 범위 내로 데려갈 수 있는 일반주의자이며 생태계의 구조를 유지하는데 중요한 역할을 했을 수 있다. 구체적인 생태학적 연구는 거의 이루어지지 않았지만, 이 종은 다른 경쟁자들과 공존할 수 있는 자신만의 틈새 시장을 가지고 있는 것으로 관찰되었다.
번식은 건기에 이루어진다. 암컷들은 포식자들로부터 알을 보호하기 위해 알 방이 있는 둥지 마운드를 짓는다. 부화한 아이들은 암컷의 존재에 의해 보호되는 꼬투리라고 불리는 그룹을 형성한다. 이 꼬투리들은 다른 둥지의 개체들을 포함하고 있을지도 모른다. 한때 흔했지만, 주로 상업적으로 가치가 있는 가죽 때문에 사냥되어 거의 멸종될 뻔 했다. 그것은 현재 보전의존종으로 등재되어 다시 돌아오는 중이다. 전체적으로, 가죽 거래가 이미 타격을 입은 1980년대까지 어떤 자세히 연구되지 않았다. 인간에게 위험한 종이며, 과거에 공격이 있었다.

## 분포
검은카이만은 주로 아마존 지역에 서식하며 강, 늪, 습지, 호수에서 서식한다. 브라질, 에콰도르 동부와 페루 동부, 볼리비아 북부, 프랑스령 기아나 동부, 가이아나 남부에서 발견된다.

## 묘사
검은카이만은 어두운 색의 비늘 모양의 피부를 가지고 있다. 피부색은 야행성 사냥을 하는 동안 위장하는 데 도움이 되지만, 열을 흡수하는 데 도움이 되기도 한다(체온 조절 참조). 아래턱에는 회색 띠가 있고 (늙은 동물들의 경우 갈색), 몸의 옆구리에 옅은 노란색 또는 흰색 띠가 있지만, 어린 검은카이만들에게서 훨씬 더 두드러진다. 이 띠는 동물이 성숙함에 따라 점점 희미해질 뿐이다. 다른 카이만에서 볼 수 있듯이, 눈 위에서 주둥이 아래로 뻗어 있는 뼈가 많은 능선이 있다. 큰 야행성 활동에 적합하게 눈은 크고, 색깔은 갈색이다. 둥지 근처에서 경계를 서고 있는 어미들은 취약한 눈 주위에 모여드는 흡혈파리로 고통을 받고, 그들은 충혈된다.
검은카이만은 다른 카이만 종들과 구조적으로 특히 두개골의 모양이 다르다. 다른 카이만에 비해 눈이 뚜렷하게 크다. 주둥이는 비교적 좁지만 전체적으로 두개골이 다른 카이만에 비해 훨씬 크다. 검은카이만은 비슷한 길이의 다른 악어들에 비해 상대적으로 더 튼튼하다. 이 종은 나이와 특정 동물에 따라 다양한 두개골 형태를 보이는데, 이는 다른 현대 악어들에게서 드물지 않은 일이며, 성별에 따라 성인 남성은 일반적으로 비슷한 연령의 암컷보다 훨씬 더 큰 두개골을 가지고 있다. 이러한 차이로 인해 수컷은 더 강한 무는 힘을 가지고 있으며, 암컷보다 더 크고 다른 먹이 기반을 이용할 가능성이 있다. 어린 검은카이만은 머리가 비례적으로 더 큰 것뿐만 아니라, 카이만에서는 옅은 색을 띠고 검은카이만에는 세 개의 검은 점이 있는 어두운 턱의 색으로 큰 안경카이만과 구별될 수 있다. 3m, 103kg의 검은카이만은 4,310N의 무는 힘을 가지고 있는 것으로 밝혀졌다.

### 크기

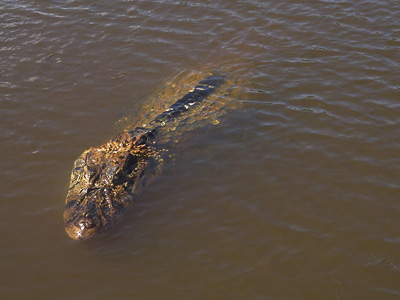
수영하는 검은카이만

검은카이만은 아마존 분지에서 가장 큰 포식자이자 앨리게이터과에 속하는 가장 큰 파충류 중 하나이다. 또한 다른 카이만 종보다 훨씬 크다. 대부분의 성체 검은카이만의 길이는 2.2~4.3m이며, 일부 나이 든 수컷은 5m를 넘는다. 약 2.5~3.4m의 성체 수컷 표본은 약 95~125kg으로 성숙한 암컷과 크기가 비슷하지만 부피와 무게가 빠르게 증가한다. 둥지에 있는 성체 암컷의 평균 크기는 2.8m인 것으로 밝혀졌다. 3.5~4m의 중간 크기 성숙한 수컷은 약 300kg의 몸무게를 가지며, 큰 성숙한 표본은 400~500kg을 초과하여 비교적 부피가 큰 악어이다. 매우 크고 나이가 많은 수컷은 길이가 5m를 초과할 수 있으며 최대 750kg까지 나간다. 총 길이가 3.4m인 비교적 작은 성체 수컷은 98kg인 반면, 길이가 4.2m인 성체 수컷은 약 350kg인 것으로 간주된다. 또 다른 아성체 수컷 표본 추출 결과, 이들은 길이가 2.1~2.8m, 평균 2.45m, 몸무게가 26~86kg, 평균 48kg인 것으로 나타났다. 가이아나 루푸누니강에서 실시된 연구에 따르면, 아성체와 성체 검은카이만의 길이는 2.03~3.71m 사이였으며 무게는 18~210kg 사이였다. 일부 지역 (예: 아라과이아강)에서는 이 종의 길이가 4에서 5m로 일관되게 보고되고 있지만, 이 크기의 표본은 흔하지 않다. 널리 보고되었지만 확인되지 않은 (그리고 아마도 일화적인) 여러 보고서에 따르면 검은카이만은 길이가 6.1m 이상이고 무게는 최대 1,100kg에 이를 수 있다고 한다. 이 최대 크기의 출처가 무엇인지는 불분명하지만, 많은 과학 논문에서 이 종이 극한 크기에 도달할 수 있다고 인정하고 있다. 남아메리카에서는 다른 두 악어가 아메리카악어와 오리노코악어와 비슷한 크기에 도달한 것으로 알려졌다.

## 행동생태학

### 사냥 및 먹이
검은카이만은 일반적인 식단을 가진 최상위 포식자이며, 서식지 전역에서 발견되는 거의 모든 육상 및 강어귀 동물을 잡아먹을 수 있다. 다른 대형 악어와 마찬가지로 검은카이만도 안경카이만과 같은 작은 종을 잡아먹는 것이 관찰되었으며, 때로는 같은 종류의 작은 개체를 잡아먹기도 했다. 부화자는 주로 작은 물고기, 개구리, 연체동물, 갑각류, 거미류, 곤충과 같은 무척추동물을 먹지만, 시간과 크기에 따라 피라냐, 메기, 농어 등 더 큰 물고기와 연체동물을 잡아먹게 되며, 이들은 여전히 모든 검은카이만의 중요한 먹이원으로 남아 있다. 식이 연구는 어린 카이만 (큰 성체보다 더 흔하고 다루기 쉽기 때문에)에 초점을 맞췄다. 한 연구에서 위 내용물을 조사한 가장 큰 표본은 성적으로 성숙한 크기에서 1.54m에 불과하며, 특히 작은 암컷의 경우 최소 2m에 불과하다. 다양한 먹이가 어린 검은카이만에 의해 포획되는 것으로 알려져 있지만, 식이 연구에 따르면 달팽이가 어린 카이만의 식단을 지배하는 경우가 많으며, 그 다음으로는 꽤 작은 물고기가 먹이로 삼는 경우가 많다. 페루의 마누 국립공원에서 물고기는 성체 이하 크기의 검은카이만의 주요 먹이였다. 뱀, 거북이, 새, 포유류 등 다양한 먹이를 구할 수 있다. 후자는 주로 강둑에서 물을 마시러 올 때 먹는다. 포유류의 먹이는 주로 광비원류, 나무늘보, 아르마딜로, 파카, 아메리카호저, 아구티, 긴코너구리, 카피바라와 같은 일반적인 아마존 종을 포함한다.

### 번식
건기가 끝나면 암컷은 가로 약 1.5m, 세로 약 0.75m의 흙과 초목으로 둥지를 만든다. 암컷은 최대 65개의 알을 낳는데, 보통 30~60개 정도의 알을 낳는다. 이 알들은 우기 초에 약 6주 후에 부화하며, 새로 침수된 습지가 부화하면 어린 개체들에게 이상적인 서식지가 된다. 알들은 평균 무게가 144g에 달한다. 어미가 사냥을 떠날 때, 무방비 상태의 알무더기는 다양한 동물들에 의해 쉽게 잡아먹힌다. 여기에는 남아메리카코아티나 대형 설치류와 같은 포유류, 알을 먹는 뱀, 왜가리나 콘도르와 같은 새들이 포함된다. 때때로 포식자들이 어미 카이만에게 잡혀 죽는다. 부화는 알을 낳은 후 42일에서 90일 사이에 이루어진다고 한다.

## 보존 상태 및 위협

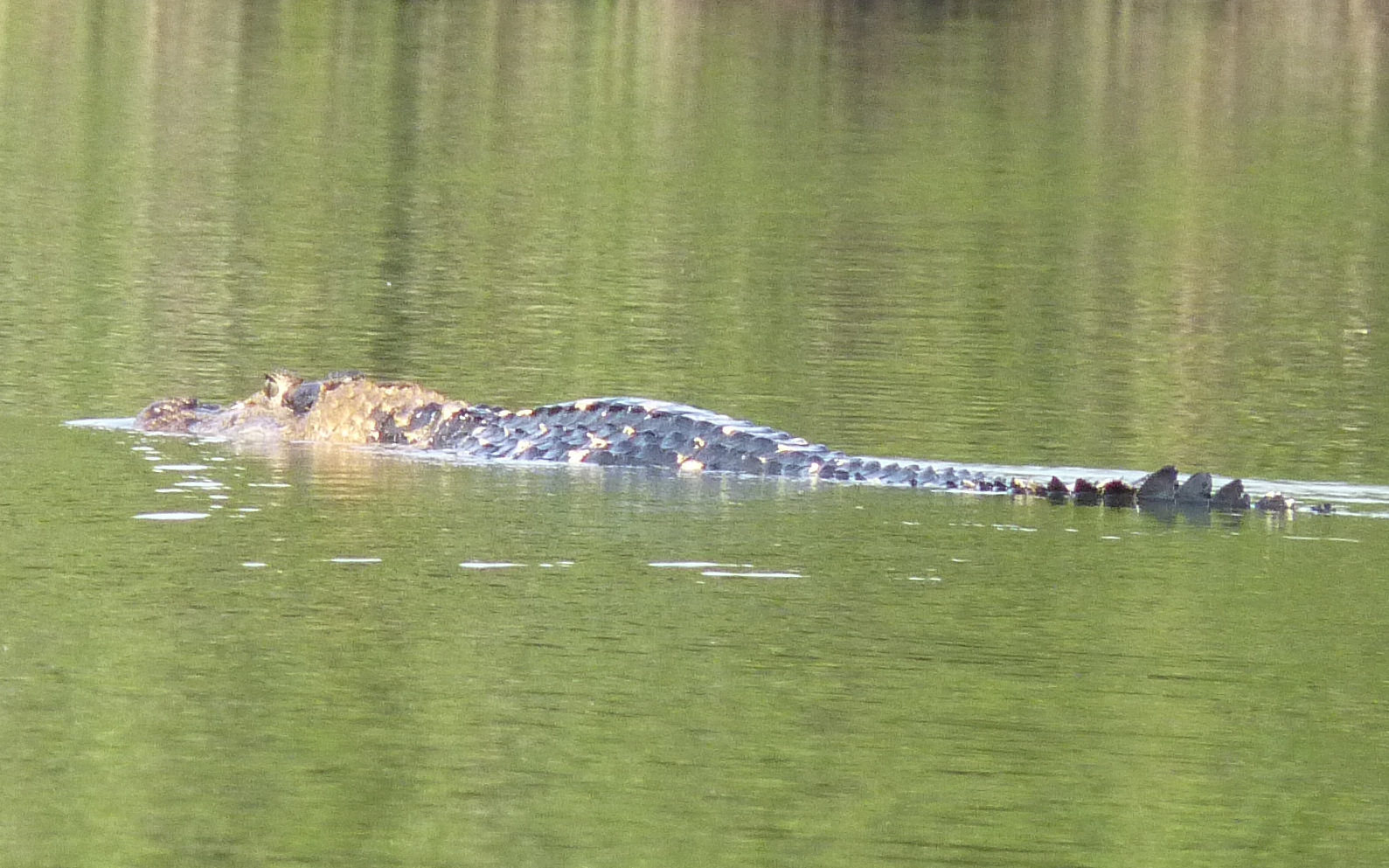
헤엄치는 검은카이만

인간은 가죽이나 고기를 얻기 위해 검은카이만을 사냥한다. 이 종은 잘록한 피부에 대한 높은 수요 때문에 1970년대에 멸종위기종으로 분류되었다. 검은카이만 가죽 거래는 1950년대에서 1970년대 사이에 정점을 찍었고, 그 때는 작지만 훨씬 더 일반적인 안경카이만이 더 흔하게 사냥되는 종이 되었다. 지역 사람들은 오늘날에도 여전히 작은 규모로 검은카이만 가죽과 고기를 거래하지만, 그 종은 과거의 과도한 사냥으로부터 전반적으로 반등했다. 평균적으로 약 40개의 알을 낳는 검은카이만은 그들이 어느 정도 회복하는 것을 도왔다. 남아메리카에서 개발과 개간이 현재 유행하고 있기 때문에 아마도 똑같이 지속적인 위협은 서식지 파괴일 것이다. 안경카이만은 이제 많은 지역에서 악어 포식자인 물고기의 틈새를 메웠다. 더 많은 수와 더 빠른 번식 능력 때문에, 안경카이만 개체군은 더 큰 종이 일대일로 지배하지만 지역적으로 검은카이만과 경쟁한다. 카이만 사냥을 통제하기 위해서는 지속적인 관리가 필요하고 효과적으로 시행하기는 상당히 어렵다. 검은카이만 개체군이 고갈된 후, 아마도 그들의 주요 포식자를 잃은 피라냐와 카피바라는 부자연스럽게 높은 수에 이르렀다. 이것은 결과적으로 증가된 농업과 가축 손실로 이어졌다.
이 종은 때때로 인간을 먹이로 삼기도 하는데, 보존상의 문제가 복합적으로 작용하기도 한다. 대부분의 이야기는 제대로 기록되어 있지 않고 확인되지도 않지만, 이 종의 엄청난 크기와 힘을 고려할 때 인간을 공격하는 것은 종종 치명적이다.
이 종은 사육 상태에서 흔하지 않으며 사육하는 것이 어려운 일임이 입증되었다. 토착 범위 밖에서 최초로 사육된 종은 2013년 덴마크의 알보르그 동물원에서였다.